# 纽芬兰-拉布拉多省第3区
纽芬兰-拉布拉多省第3区（英語：Division No. 3, Newfoundland and Labrador）是加拿大纽芬兰与拉布拉多省的一个人口普查区，位于纽芬兰岛的南海岸。在纽芬兰与拉布拉多省，人口普查区仅作为人口普查的统计需要，而非一个政治实体。根据2016年加拿大人口普查的数据，该普查区的人口数为15,560，土地面积为19,912.67平方公里。

## 法人代表社区

### 城镇
- 贝勒奥拉姆（英语：Belleoram）
- 伯吉奥
- 烧焦群岛（英语：Burnt Islands, Newfoundland and Labrador）
- 巴斯克海峡港
- 高尔图瓦（英语：Gaultois, Newfoundland and Labrador）
- 布雷頓港
- 赫米蒂奇-桑迪维尔（英语：Hermitage-Sandyville, Newfoundland and Labrador）
- 莫茨岛（英语：Isle aux Morts, Newfoundland and Labrador）
- 米尔敦-埃斯波瓦湾角（英语：Milltown-Head of Bay d'Espoir, Newfoundland and Labrador）
- 莫里斯维尔
- 泳池湾（英语：Pool's Cove, Newfoundland and Labrador）
- 拉米亚（英语：Ramea）
- 东伦孔特雷（英语：Rencontre East, Newfoundland and Labrador）
- 罗斯布兰奇-勒库港（英语：Rose Blanche-Harbour le Cou, Newfoundland and Labrador）
- 圣奥尔本（英语：St. Alban's, Newfoundland and Labrador）
- 圣雅克-库姆湾（英语：St. Jacques-Coomb's Cove, Newfoundland and Labrador）
- 海豹湾-财富湾（英语：Seal Cove (Fortune Bay), Newfoundland and Labrador）

### 原住民保留地
- 萨米亚吉·米亚普克克（英语：Miawpukek First Nation）（Samiajij Miawpukek）